# Laurent Giammartini
Laurent Giammartini (* 2. Februar 1967 in Paris) ist ein ehemaliger französischer Rollstuhltennisspieler.

## Karriere
Laurent Giammartini begann im Alter von 17 Jahren mit dem Rollstuhltennis und startete in der Klasse der Paraplegiker. Er nahm in seiner Karriere an vier Paralympischen Spielen teil.
1988 war er Teilnehmer, als Rollstuhltennis noch eine Demonstrationssportart war. Die Einzelkonkurrenz gewann er mit einem Sieg gegen Mick Connell. Bei der ersten offiziellen Austragung 1992 gewann er im Einzel die Bronzemedaille sowie im Doppel an der Seite von Thierry Caillier die Silbermedaille. 1996 unterlag er im Einzel im Spiel um Bronze gegen David Hall und auch im Doppel belegte er mit Abde Naili nur Rang vier. Bei seinen letzten Spielen im Jahr 2000 erreichte er jeweils das Viertelfinale.
Beim Wheelchair Tennis Masters gewann er 1995 im Einzel den Titel. Darüber hinaus stand er 1996 und 1998 nochmals im Finale. In der Weltrangliste stand er sowohl im Einzel als auch im Doppel auf Rang eins. Im Einzel gelang ihm das erstmals am 26. Januar 1993, im Doppel am 28. Juli 1998.